# Isolotti Panitola
Gli isolotti Panitola o scogli Panitole (in croato: Panitula Veli e Panitula Mala) sono due isolotti disabitati della Dalmazia settentrionale in Croazia; si trovano nel mare Adriatico e fanno parte delle isole Incoronate. Amministrativamente appartengono al comune Morter-Incoronate, nella regione di Sebenico e Tenin.

## Geografia
Gli isolotti Panitola si trovano a sud di Peschiera e a ovest di Laussa:
- Panitola Grande[6] o Panitole grande[5] (Panitula Veli o Panitula Velika), è un isolotto di forma irregolare, diviso in due parti da un istmo; la parte nord-occidentale è stretta e affusolata, mentre l'altra è più estesa. Si trova parallelo alla costa di Peschiera, alla distanza minima di 70 m[1] e in quel tratto di mare riparato, sulla sua costa, si trova la marina di Peschiera (marina Piškera), che è gestita dall'ACI[7] (Adriatic Croatia International Club). L'isolotto è lungo circa 1 km[1], ha una superficie di 0,151 km²[8], uno sviluppo costiero di 2,45 km[8] e un'altezza di 32 m[1].
- Panitola Piccola[6] o Panitole piccolo[5] (Panitula Mala), è situato 310 m[1] a est di Panitola Grande e 280 m[1] a sud della punta meridionale di Peschiera, all'ingresso sud-occidentale dello stretto passaggio Bocca di Laussa[9] (Vrata od Lavse), il canale che divide Peschiera da Laussa. L'isolotto è lungo 360 m[1], ha una superficie di 0,031 km²[8] e uno sviluppo costiero di 0,79 km[8] 43°45′18″N 15°21′08″E.
- due piccoli scogli si trovano tra i due isolotti Panitola: Škanj Veli, che ha un'area di 2015 m²[10] e un'altezza di 4 m[1] (43°45′18″N 15°20′58″E); Škanj Mali, che ha un'area 683 m²[10] ed è alto 1 m[1] (43°45′19″N 15°21′03″E).

### Cartografia
- (HR) Mappa topografica della Croazia 1:25000, su preglednik.arkod.hr. URL consultato il 26 giugno 2017.
- G. Giani, Carta prospettiva delle Comuni censuarie della Dalmazia, foglio 5, 1839. Fondo Miscellanea cartografica catastale, Archivio di Stato di Trieste.
- Carta di cabottaggio del mare Adriatico, foglio VII, Milano, Istituto geografico militare, 1822-1824. URL consultato il 10 luglio 2017 (archiviato dall'url originale il 13 aprile 2013).